# Elizabeth Warren
Elizabeth Ann Warren, ameriška pravnica in senatorka, * 22. junij 1949, Oklahoma City, Oklahoma, ZDA.
9. februarja 2019 je napovedala kandidaturo na ameriških predsedniških volitvah 2020.